# Fratton Park
Fratton Park is een voetbalstadion in de Engelse stad Portsmouth. Het is het thuisstadion van de Engelse voetbalclub Portsmouth FC.

## Beschrijving
Het stadion heeft vier zijden met allemaal alleen maar zitplaatsen. Er is plaats voor 20.688 supporters. De grootste en nieuwste tribune heet Fratton End. Op de plaats achter de goals zijn de North- en South-zijdes. Aan de oostzijde ligt het Milton End. Dit was tot de zomer van 2007 de enige tribune zonder dak in de hele Premiership. Milton End is bestemd voor thuis- en uit supporters. De originele ingang van het Pompey-stadion heeft een kenmerkend uiterlijk, en ziet eruit als een huis in Engelse negentiende-eeuwse stijl.

## Geschiedenis
In 1948 was Fratton Park de gastheer van een voetbalwedstrijd van de Olympische Zomerspelen 1948. Deze Olympische Spelen werden in Londen gehouden en Fratton Park was een van de twee stadions buiten Londen. Ook werd er in 1903 een wedstrijd van Engeland tegen Wales in het Zuid-Engelse voetbalstadion gehouden, en ook een paar van het Engelse elftal Onder 21.

## Toekomstplannen
Het stadion behoort zijn hele geschiedenis al aan de club aan de zuidkust, Portsmouth FC. Toch werd er nadat Pompey het tot de Premiership had geschopt gediscussieerd over een nieuw stadion. In de zomer van 2006 werd het eerste werk verricht, waardoor het stadion in het seizoen 2006/2007 tijdens 15 wedstrijden maar een capaciteit van 19.774 mensen bedroeg. De eerste nieuwe tribunes zouden moeten openen voor het seizoen 2007/2008. Op 3 augustus 2007 maakte Portsmouth bekend dat hun verbouwingen klaar waren. Het stadium heeft nu overal overdekte plaatsen en kreeg dankzij de verbouwing ook 600 extra zitplaatsen.
Maar deze plannen vielen in het niets toen de club op 25 april 2007 aankondigde dat ze een heel nieuw stadion wilde bouwen; een stadion dat 36.000 plaatsen moet bevatten op terrein aan de haven. Porstmouth hoopt in 2011 in het nieuwe stadion te kunnen spelen, rekening gehouden met onder andere stakingen. Het plan voor het nieuwe stadion brengt niet alleen een nieuw stadion met zich maar ook nieuwe restaurants en appartementen aan waterkant. Het stadion is ontworpen door Herzog en De Meuron, architecten die ook verantwoordelijk waren voor het stadion in Peking waarin de Olympische Spelen van 2008 gehouden zullen worden. De kosten van dit plan bedragen rond de £600 miljoen.